# Deposito
Deposito is het in bewaring geven van geld aan een bank. In die zin is deposito dus een handeling, maar ook het geld zelf dat aldus in bewaring is gegeven, wordt deposito genoemd.

## Bewaarneming
Banken hebben verschillende functies, waaronder de kassiersfunctie: zij nemen geld van hun cliënten in ontvangst en hebben daartegenover de verplichting dat geld weer uit te keren. Ook goederen kunnen in bewaring worden gegeven. Zo had De Nederlandsche Bank in het verleden (vanaf 1863) de bevoegdheid waardevolle zaken van particulieren in bewaring te nemen, die betaalden daarvoor een vergoeding.

## Spaartegoeden
Anders is het met spaartegoeden die cliënten bij een bank aanhouden. In tegenstelling tot bedragen op een betaalrekening, die doorgaans zijn bedoeld voor het dagelijks betalingsverkeer, worden zulke spaartegoeden meestal niet dadelijk aangesproken. De bank kan ze uitlenen aan derden, hierdoor ontstaat haar bankiersfunctie en zij vergoedt aan de spaarder een rente over het deposito.
In het dagelijks spraakgebruik wordt deposito wel als afkorting gebruikt voor spaardeposito in de zin van termijndeposito. Dit geld wordt voor een bepaalde vaste periode aan de bank afgestaan.